# Reinhard Rychly
Reinhard Rychly (n. 7 noiembrie 1951, Rostock, RDG) este un gimnast artistic ce a reprezentat Republica Democrată Germană, medaliat olimpic. A participat la o ediție a Jocurilor Olimpice (1972) în care a câștigat o medalie de bronz.

## Participări
Lista de mai jos prezintă principalele competiții la care a participat Reinhard Rychly de-a lungul carierei.
- gymnastics at the 1972 Summer Olympics – men's artistic team all-around[*]